# Dune (groupe)
Pour les articles homonymes, voir Dune (homonymie).
Dune est un groupe de techno, rave et happy hardcore allemand, originaire de Munich. Formé au début des années 1990, le nom du groupe s'inspire de l'univers de fiction homonyme créé par Frank Herbert. Le groupe connaît un succès retentissant grâce à des titres tels que Hardcore Vibes, Are You Ready to Fly? ou encore Rainbow to the Stars.

## Biographie
Le groupe est fondé en 1995 par le disc-jockey Olivier Froning et les producteurs Jens Oettrich et Bernd Burhoff (alias Plutone). Le nom du groupe s'inspire de l'univers de fiction présenté dans le film homonyme réalisé par Frank Herbert en 1984. Ils font paraître leur premier single intitulé Hardcore Vibes, une reprise du titre Are You Ready to Fly de Rozalla. Le single atteint les classements musicaux suisses, allemands, néerlandais en 1995. Le trio s'associe par la suite à la chanteuse et danseuse Verena von Strenge (alias Verena) afin d'entamer la composition de leur album homonyme enregistré au label Urban Records, présentant leur titre à succès Can't Stop Raving ; le titre est à l'origine une chanson instrumentale de l'album, remixée avec des voix vocodées ajoutées, qui atteindra le top 10 de nombreux pays européens. Un album intitulé Expedicion suit l'année suivante, en 1996 et comprend des titres comme Rainbow To The Stars, Hand In Hand ou Million Miles From Home. Ce dernier sera en Allemagne l'hymne officiel du 30e anniversaire de Star Trek.
Début 1997, Dune opère un changement drastique de style musical. Accompagné par l'Orchestre philharmonique de Londres, le groupe produit une reprise du hit Who Wants to Live Forever de Queen, qui atteindra à la 2e place des charts. Ils sortent au label Orbit Records un nouvel album, Forever, avec notamment des reprises de Against All Odds de Phil Collins, et The Power of Love de Frankie Goes to Hollywood), mais le groupe subit des désaccords et Verena von Strenge quitte. Elle fait paraître de son côté des singles comme Finally Alone et Heartbeat. Verena est remplacée par Vanessa Hörster, à cette époque chanteuse amateur,. Le single Keep the Secret, paru le 20 avril 1998, marque la première de Vanessa. Le vidéoclip du titre Electric Heaven est réalisé par Eric Will et tourné sur la Côte d'Azur en France. En août 1998, Dune prévoit de faire paraître un album intitulé 5, mais sa sortie est annulée à la suite de l'échec commercial des titres Electric Heaven et Keep the Secret. Leur cinquième album, Forever and Ever, est paru le 23 novembre 1998, album composé aux côtés d'une nouvelle chanteuse, Tina Lacebal. Fin 1999, les relations entre le groupe et l'ex-chanteuse Verena s'arrangent. Une surprise attend les fans dans les bacs : un nouveau single du nom de Dark Side Of The Moon dans le même style que l'album Expedicion. Toutefois l'album Reunion qui devait suivre ne sera jamais produit.
Intitulé Dune vs. Trubblemaker : Hardcore Vibes 2000, un album composé de remixes est publié à la fin de l'année 2000. Comme Rainbow To The Stars 2003 qui suivra trois ans plus tard, il s'est vite fait oublier. En date de 2013, tous les membres du groupe semblent avoir d'autres projets en cours. Oliver Froning, sous le nom de DJRAW, fonde le label Rawcanine Records. Jens Oettrich produit des bandes originales de film chez KOY-MUSIC, alors que Bern Burhoff est chez Home Records. À en croire un mail de Jens Oettrich en décembre 2004, un nouveau projet réunissant Jens, Oliver et Tina Lagao serait en discussion et pourrait voir le jour en 2005, mais pas sous le nom de Dune.

## Discographie

### Albums studio
- 1995 : Dune
- 1996 : Expedition
- 1996 : LIVE!
- 1997 : Forever
- 1997 : Forever Limited Edition
- 1998 : Forever and Ever
- 2000 : History (Best of)

### Singles
- 1995 : Hardcore Vibes
- 1995 : Are You Ready to Fly
- 1995 : Can't Stop Raving
- 1996 : Rainbow to the Stars
- 1996 : Hand in Hand
- 1996 : Million Miles From Home
- 1996 : Who Wants to Live Forever
- 1997 : Nothing Compares 2 U
- 1997 : Keep the Secret
- 1998 : Electric Heaven
- 1998 : One of Us
- 1999 : Dark Side of the Moon
- 2000 : Hardcore Vibes 2000
- 2003 : Rainbow to the Stars 2003